# Operation Stackola
Operation Stackola - debiutancki album duetu Luniz, wydany 4 lipca 1995 roku. Album został zatwierdzony jako platyna przez RIAA ze sprzedażą miliona egzemplarzy. Kompozycja zawiera najbardziej znany utwór pt. "I Got 5 on It". Operation Stackola stał się również najlepiej sprzedającym albumem duetu.

## Lista utworów
1. "Intro" – 0:51
2. "Put the Lead on Ya" (feat. Dru Down) – 5:25
3. "I Got 5 on It" (feat. Michael Marshall) – 4:13
4. "Broke Hos" – 4:11
5. "Pimps, Playas & Hustlas" (feat. Dru Down & Richie Rich) – 5:02
6. "Playa Hata" (feat. Teddy) – 4:31
7. "Broke Niggaz" (feat. Knucklehead & Eclipse) – 5:19
8. "Operation Stackola" – 4:36
9. "5150" (feat. Shock G) – 4:03
10. "900 Blame a Nigga" – 4:18
11. "Yellow Brick Road" – 5:35
12. "So Much Drama" (feat. Nik Nack) – 4:14
13. "She's Just a Freak" – 4:12
14. "Plead Guilty" – 4:23
15. "I Got 5 on It (Reprise)" – 5:08
16. "Outro" – 0:33

## Pozycje na listach
| Lista (1995)                          | Pozycja |
| ------------------------------------- | ------- |
| U.S. Billboard 200                    | 20      |
| U.S. Billboard Top R&B/Hip-Hop Albums | 1       |